# خوانیو (بازیکن فوتبال، زاده ۱۹۸۷)
خوانیو (انگلیسی: Juanjo؛ زادهٔ ۱۶ مهٔ ۱۹۸۷) بازیکن فوتبال اهل اسپانیا است.
از باشگاه‌هایی که در آن بازی کرده‌است می‌توان به باشگاه فوتبال رئال مورسیا اشاره کرد.